# 光脊鹅观草
光脊鹅观草（学名：Roegneria leiotropis）为禾本科鹅观草属下的一个种。

## 扩展阅读
- 維基物種上的相關：光脊鹅观草